# Quercus nigra
Quercus nigra är en bokväxtart som beskrevs av Carl von Linné. Quercus nigra ingår i släktet ekar, och familjen bokväxter. Inga underarter finns listade.
Denna ek når ibland en höjd av 30 meter och den är liksom andra ekar lövfällande.
Arten förekommer i östra USA från Missouri, Kentucky och New Jersey i norr till östra Texas och Florida i syd. Trädet växer i låglandet och i kulliga områden upp till 300 meter över havet. Quercus nigra ingår vanligen i lövskogar tillsammans med bland annat vitek (Quercus alba), Fagus grandifolia, pekanträd (Carya illinoiensis) och Nyssa sylvatica. Olika fåglar och däggdjur som hackspettar eller flygekorren assapan har sina bon i trädet.
Ekens trä används inte i större utsträckning. Trädet planteras ofta stadsmiljöer i södra USA för att skapa skugga. Liksom hos nära besläktade ekar drabbas flera exemplar av olika sjukdomar och parasiter. Hela populationen anses vara stabil. IUCN listar Quercus nigra som livskraftig (LC).

## Bildgalleri

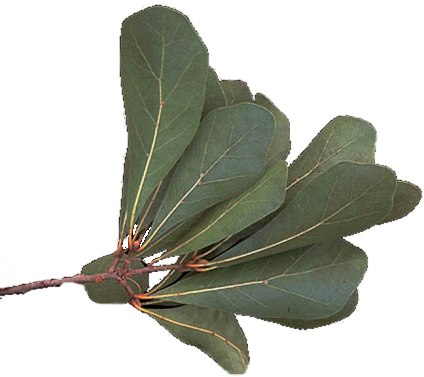